# Сейранович, Беким
Беким Сейранович (босн. Bekim Sejranović; 30 апреля 1972, Брчко, Босния и Герцеговина, Югославия — 21 мая 2020, Баня-Лука, Босния и Герцеговина) ― боснийский, хорватский и норвежский писатель

.

## Биография
Родился 30 апреля 1972 года в городе Брчко, Босния и Герцеговина, Югославия.
В 1985 году переехал в Риеку, где учился в морской школе и изучал хорватский язык. С 1993 года живёт и работает в Осло (Норвегия), где получил степень магистра по южнославянской литературе на историко-философском факультете университета Осло.
Умер 21 мая 2020 года в Баня-Луке в возрасте 49 лет. Получив эту новость, в посольстве Боснии и Герцеговины в Праге (Чехия) в тот же день спустили флаг Боснии и Герцеговины в знак траура.

## Творчество
Сейранович перевел произведения Ингвара Амбернсена и Фроде Гриттена с норвежского языка, подготовил и перевел антологию норвежских рассказов «Большой пустынный пейзаж».
Является автором исследования «Модернизм в романе Янко Полича Камова „Слитый трюм“». Написал книгу рассказов «Фасунг», а также романы «Никуда, ниоткуда» и «Самый красивый конец». Был членом Хорватской ассоциации писателей.
В 2011 году вместе с японским режиссёром Моку Тераока участвовал в создании (сценарий) документального фильма «От Токио до Моравы».
Последней его книгой, написанной и опубликованной перед смертью, была «Мисс Мизер на острове Сусак». Произведение было написано в рамках проекта «EPK Риека 2020», во время которого писатель месяц провел на острове Сусак весной 2019 года.

## Награды
- 2009 год — за роман «Никуда, ниоткуда» получил премию Меши Селимовича за лучший роман, опубликованный в Боснии и Герцеговине, Хорватии, Сербии и Черногории.

## Фильмография
- «От Токио до Моравы» (путешествие, Беким Сейранович (сценарист) и Моку Тераока (режиссёр), 2011)